# Coriovallum College
Het Coriovallum College was tussen 1969 en 1990 een middelbare school in de Nederlandse stad Heerlen.

## Geschiedenis
In 1913 werd in Heerlen het Bernardinuscollege opgericht, een school voor jongens. Al snel ontstond de vraag naar hoger middelbaar onderwijs voor meisjes. In 1920 richtten de Zusters Fransiscanessen in Heerlen een middelbare school voor meisjes op. De naam luidde toen: RK HBS en Handelsschool voor meisjes, beter bekend geworden als St. Clara-college en lag aan de Klompstraat. Eerste rectrice, van 1920-1941, was zuster Xavier Nolens. Het Coriovallum College kreeg in 1969 deze naam toen het St Clara-college een gemengde school werd. In 1990 fuseerde het Coriovallum College met het Sintermeertencollege en ging verder onder de naam Sintermeertencollege.
De gebouwen van het voormalige Coriovallum College aan de Klompstraat werden overgedaan aan het Arcus College.

## Naamgeving
De school is vernoemd naar Coriovallum, de Romeinse benaming van Heerlen.